# اتحادیه اروپا
اتحادیه اروپا (EU) (به انگلیسی: European Union)، اتحادیه‌ای اقتصادی-سیاسی تشکیل‌شده از ۲۷ کشور اروپایی است. منشأ اتحادیه اروپا به اتحادیه اقتصادی اروپا که در سال ۱۹۵۷ با توافقنامه رم میان ۶ کشور اروپایی شکل گرفت و صرفاً یک اتحادیه اقتصادی بود بازمی‌گردد. از آن تاریخ با اضافه‌شدن اعضای نو، اتحادیه اروپا بزرگ‌تر شد. اتحادیه اروپا در بعضی اوقات به عنوان یک نهاد سیاسی خاص (بدون سابقه یا مقایسه) توصیف شده است که ویژگی‌های یک فدراسیون و کنفدراسیون را ترکیب می‌کند.
در سال ۱۹۹۳، توافق ماستریخت چارچوب قانونی کنونی اتحادیه را پایه‌گذاری کرد.
اتحادیه اروپا در سال ۱۹۹۹، یکای پول مشترکی به نام یورو را معرفی کرد که تاکنون در ۲۰ کشور، جایگزین پول‌های ملی شده است.
اتحادیه اروپا با ۴۵۱ میلیون شهروند در سال ۲۰۱۷ به تولید ناخالص داخلی ۱۹٫۶۷۰ تریلیون دلار دست یافت.
۲۳ کشور از اعضای اتحادیه اروپا، عضو ناتو هستند.
اتحادیه، در حال حاضر بازار واحد مشترکی دارد که موارد زیر را در بر می‌گیرد: اتحادیه گمرکی، واحد پول - یورو - که تحت ادارهٔ بانک مرکزی اروپا است (تاکنون ۱۹ کشور آن را پذیرفته‌اند)، سیاست مشترک کشاورزی، سیاست مشترک تجارت و سیاست مشترک شیلات.
سیاست مشترک خارجه و امنیت نیز به‌عنوان دومین ستون از سه ستون اتحادیه اروپا شکل گرفت. پیمان شنگن کنترل روادید را لغو کرد، ایست‌های گمرکی نیز در بسیاری از مرزهای داخلی برداشته شد و امکان رفت‌وآمد شهروندان اتحادیه اروپا برای زندگی، مسافرت، کار و سرمایه‌گذاری بیشتر شد.
مهم‌ترین نهادهای اتحادیه اروپا عبارتند از: شورای اروپایی، شورای اتحادیه اروپا، کمیسیون اروپا، پارلمان اروپا، دیوان دادگستری اتحادیه اروپا، بانک مرکزی اروپا و دیوان محاسبات اروپا. اصل و ابتدای پارلمان اروپا بر می‌گردد به دهه ۱۹۵۰ و معاهده‌های پایه‌گذاری، از سال ۱۹۷۹ اعضای این اتحادیه توسط نمایندگان کشورهای عضو انتخاب می‌شوند. هر ۵ سال یکبار انتخابات برگزار می‌شود که شهروندان کشورهای عضو اتحادیه اروپا می‌توانند در آن شرکت کرده، رای دهند.
فعالیت‌های اتحادیه اروپا اکثر سیاست‌های عمومی را تحت پوشش قرار می‌دهد، از سیاست اقتصادی گرفته تا امور خارجه، دفاع، کشاورزی و تجارت. با این حال، گستره قدرت آن در حوزه‌های مختلف بسیار متفاوت است. در برخی حوزه‌ها اتحادیه مانند فدراسیون عمل می‌کند (برای مثال در مسائل پولی، کشاورزی، تجاری، محیط زیست و سیاست‌های اقتصادی و اجتماعی) و در دیگر حوزه‌ها مانند یک سازمان بین‌المللی (برای مثال در امور خارجه).
بریتانیا در یک همه‌پرسی در ۲۳ ژوئن ۲۰۱۶ به خروج از اتحادیه اروپا رای داد. ارزش پوند به کمترین مقدار در سی سال گذشته رسید و دیوید کامرون، نخست‌وزیر بریتانیا استعفا داد. بریتانیا در نهایت در تاریخ ۳۱ ژانویه ۲۰۲۰ رسماً پس از ۴۷ سال از اتحادیه اروپا خارج شد.

## موقعیت
اعضای اتحادیه اروپا، این اتحادیه را کاملاً مقتدر و مستقل ساخته‌اند (بیش از تمامی دیگر سازمان‌های بین‌المللی غیر مستقل). در برخی حوزه‌ها اتحادیه اروپا همچون فدراسیون یا کنفدراسیون عمل می‌کند، با این حال، از لحاظ حقوقی، کشورهای عضو «رئیس معاهده‌ها» هستند بدین معنی که اتحادیه این قدرت را ندارد که بدون توافق اعضا و از طریق معاهده‌های بین‌المللی، از کشورها قدرت بگیرد و به قدرت خود اضافه کند. به علاوه، در بسیاری از حوزه‌ها، به خصوص حوزه‌های مهم و کلیدی مانند امور خارجه و دفاع، کشورهای عضو تنها از مقدار کمی از استقلال و اقتدار ملی خود صرف نظر کرده‌اند، به دلیل این ساختار منحصربه‌فرد اکثراً اتحادیه اروپا را پدیده‌ای بی‌نظیر تلقی می‌کنند.
در ۲۹ اکتبر ۲۰۰۴، سران دولت‌های کشورهای عضو اتحادیه اروپا معاهده‌ای که قانون اساسی اروپا را وضع می‌کند به امضا رساندند که بعداً ۱۳ کشور عضو آن را تصویب کردند. اما در اغلب موارد، تصویب بیشتر بر اساس عملکرد پارلمانی است تا رأی عمومی، که این فرایند در ۲۹ می۲۰۰۵، زمانی‌که رأی‌دهندگان فرانسه قانون اساسی را با ۵۵٪ به ۴۵٪ رد کردند نامشخص و متزلزل باقی ماند. سه روز پس از همه‌پرسی فرانسه در مورد قانون اساسی اروپا، هلند نیز طی رفراندومی با ۶۱٪ قانون اساسی اروپا را رد کرد.
بنابراین وضعیت فعلی و آتی اتحادیه اروپا همچنان موضوع بحث‌های جنجال‌برانگیز سیاسی خواهد بود و کشورهای عضو هرکدام دیدگاه متفاوتی نسبت به آن دارند: برای مثال، در بریتانیا یک همه‌پرسی نشان داد که ۵۰٪ از مردم نسبت به اتحادیه اروپا بی‌تفاوت اند و ۲۰٪ به حزب‌هایی رأی داده‌اند که می‌خواستند در انتخابات ۲۰۰۴ اتحادیه اروپا از این اتحادیه کناره بگیرند. نظر عموم مردم در دانمارک و اتریش نیز تردیدآمیز است. بااین‌حال، سایر کشورها بیشتر طرفدار یکپارچه‌سازی اتحادیه اروپا هستند. بلافاصله پس از اینکه فرانسه و هلند به قانون اساسی رأی منفی دادند. کرند داچی از لوکزامبورگ رای مثبت داد. معنای واقعی عبارت «یکپارچه‌سازی اتحادیه اروپا» نیز خود موضوع بحث و مناظره است.
نخست‌وزیر وقت بریتانیا، تونی بلر، علی‌رغم قولی که به پارلمان داده بود پذیرفت تا تخفیف انگلستان را که مارگارت تاچر در سال ۱۹۸۴ مورد مذاکره قرار داده بود دوباره مورد بررسی و تجدید نظر قرار دهد. رئیس‌جمهور وقت فرانسه، ژاک شیراک، اظهار داشت که افزایش بودجه به اروپا این امکان را می‌دهد تا سیاست‌های مشترک را مانند سیاست مشترک کشاورزی، سیاست برنامه ششم توسعه تحقیقات و فناوری را تأمین اعتبار نماید، با این حال تقاضای فرانسه برای کاهش مالیات بر ارزش افزوده رد شد.
مسائل جنجال‌برانگیز طی منازعات مربوط به بودجه عبارتند از تخفیف به بریتانیا، منافع فرانسه از سیاست مشترک کشاورزی، کمک‌های گسترده آلمان و هلند به بودجه اتحادیه اروپا و اصلاح صندوق اعتبارات توسعه منطقه‌ای اروپا. بسیاری از مفسران بر این باورند که این منازعات نشان دهنده این است که میان دولت‌هایی چون فرانسه و آلمان که خواهان بودجه بیشتر و اتحادیه‌ای فدرال‌تر هستند و دولت‌هایی همچون انگلستان که بودجه کمی می‌خواهند اما متقاضی اعتبارات گسترده برای تحقیقات و فناوری هستند (و شعارشان نیز مدرن شدن است) شکاف عمیقی وجود دارد.
معاهده‌ای که قانون اساسی اروپا را وضع می‌کند و عموماً «قانون اساسی اروپا» نامیده می‌شود، معاهده‌ای است بین‌المللی با هدف تدوین قانون اساسی برای اتحادیه اروپا. ناکامی این قانون (اساسی) برای جلب حمایت عمومی در برخی کشورهای عضو (فرانسه و هلند) سبب شد که سایر کشورها نیز تصویب قانون اساسی را متوقف سازند یا به بعد موکول کنند و بدین ترتیب آینده این قانون نامشخص مانده است.
اگر که این قانون تصویب شده بود، معاهده از ۱ نوامبر ۲۰۰۶ قابل اجرا می‌شد با این حال، در مه ۲۰۰۶، اتریش، بلژیک، قبرس، استونی، آلمان، یونان، ایتالیا، لتونی، لیتوانی، لوکزامبورگ، مالت، اسلواکی، اسلوونی و اسپانیا به قانون اساسی رای مثبت دادند و آن را به تصویب رساندند.
کشورهای بلغارستان و رومانی نیز که از ۲۰۰۷ عضو اتحادیه شدند، پیشاپیش معاهده قانون اساسی را پذیرفته و معاهده پذیرش را نیز تصویب کرده‌اند.

## پیدایش و تاریخچه
تلاش‌هایی صورت گرفته تا تاریخ گذشتهٔ اروپا را که مؤکد اعتبار هویت ملی اروپاست بازسازی کنند.
امپراتوری روم را که در مدیترانه متمرکز بود بنا به دلایلی چند نمی‌توان تمثیل مناسبی برای اتحادیه اروپا دانست. این دو نهاد سیاسی موقعیت جغرافیایی یکسانی نداشته‌اند، امپراتوری روم بخش‌هایی از آفریقا و آسیا را شامل می‌شد، اما بخش وسیعی از آلمان، اسکاندیناوی، اسکاتلند و شرق اروپا را در بر نمی‌گرفت، امپراتوری روم با توسل به زور گسترش پیدا کرد، به وسیله ایالتی مرکزی کنترل می‌شد و از تعداد معدودی از ایده‌آل‌ها و ساختارهای اتحادیه اروپا برخوردار بود.
امپراتوری فرانک در پارلمان و امپراتوری روم مناطق وسیعی را تحت دولتی نه‌چندان مستحکم صدها سال یکپارچه و متحد نگه داشتند. شاید اتحادیه گمرکی در سده ۱۸۰۰ و در دوره تصدی ناپلئون فرانسه برای مقایسه مناسب‌تر باشد؛ اما آن‌هایی که طرفدار گسترش اتحادیه اروپا هستند احتمالاً بر این عقیده‌اند که هرچه کمتر در مورد کشورگشایی‌های نازی‌های آلمان در دهه ۱۹۴۰ صحبت کنیم بهتر است.
با در نظر گرفتن زبان‌های اروپا، فرهنگ‌ها و گروه‌های قومی آن، این تلاش‌ها اغلب متضمن اشغال نظامی کشورهای مخالف که سبب بی‌ثباتی می‌شدند بود. بقیه، صدها سال پابرجا ماندند و دروه‌هایی از پیشرفت فناوری و اقتصادی و صلح را رواج دادند. یکی از نخستین پیشنهادها برای برقراری اتحاد صلح آمیز از طریق همکاری و برابری اعضا را ویکتور هوگوی صلح‌گرا در سال ۱۸۵۱ بیان نمود. پس از فاجعهٔ جنگ جهانی اول و جنگ جهانی دوم، انگیزه برای تشکیل اتحادیه اروپا بیشتر شد و این انگیزه ناشی از تصمیم به بازسازی اروپا و از بین بردن احتمال جنگی دیگر بود. این احساس در نهایت منتهی شد به شکل‌گیری جامعه زغال‌سنگ و فولاد اروپا توسط کشورهای آلمان، فرانسه، ایتالیا و بنلوکس (هلند، بلژیک، لوکزامبورگ). این امر از طریق معاهده پاریس (۱۹۵۱)، که در آوریل ۱۹۵۱ به امضا رسید و از ژولای ۱۹۵۲ به اجرا درآمد میسر گردید.
نخستین اتحادیه گمرکی در ابتدا «اتحادیه اقتصادی اروپا» (که به‌طور غیررسمی در انگلستان «بازار مشترک» نامیده می‌شود) نام داشت و با معاهده روم در سال ۱۹۵۷ شکل گرفت و از یکم ژانویه ۱۹۵۸ به اجرا درآمد. این اتحادیه بعدها به «جامعه اروپا» تغییر نام دارد که طبق معاهده ماستریخت نخستین ستون اتحادیه اروپا محسوب می‌شود. اتحادیه اروپا متحول شد و از یک سازمان تجاری به مشارکتی سیاسی و اقتصادی مبدل گشت. رئیس‌جمهور سابق فرانسه والری ژیسکار دستن و استانیک در مقام رئیس کنوانسیون آینده اتحادیه اروپا پیشنهاد داد که نام اتحادیه اروپا را به اروپای متحد تغییر دهند که البته تصویب نشد. بخشی از فرایند ایجاد هویتی ملی برای اتحادیه اروپا می‌تواند تاریخی از اروپا به دست دهد که وجود اتحادیه اروپا را توجیه می‌سازد. بعضاً به دلیل فقدان این بخش از تاریخ است که در میان برخی از شهروندان کشورهای عضو اتحادیه احساسات ضد اروپایی وجود دارد. در هر حال، ارزش واقعی اتحادیه اروپا در گرو این است که چگونه اتحادیه اروپا بتواند آینده اتحادیه را ارتقاء ببخشد نه اینکه چگونه گذشته آن را توجیه نماید.

## کشورهای عضو
اتحادیه اروپا هم‌اکنون شامل ۲۷ کشور مستقل است که مجموعاً ایالت‌های عضو خوانده می‌شوند و عبارت‌اند از:
| کشورهای عضو اتحادیه اروپا |
| آلمان، فرانسه، ایتالیا، اسپانیا، اتریش، هلند، بلژیک، سوئد، دانمارک، فنلاند، پرتغال، ایرلند، چک، کرواسی، مجارستان، لهستان، بلغارستان، یونان، رومانی، اسلواکی، اسلوونی، استونی، لیتوانی، لتونی، لوکزامبورگ، قبرس و مالت |

هم‌اکنون ۷ نامزد رسمی برای عضویت در اتحادیه درخواست کرده‌اند. ترکیه، آلبانی، مونته‌نگرو، صربستان، مقدونیه شمالی، مولداوی، اوکراین
اوکراین هم در تاریخ ۲۶ فوریه ۲۰۲۲ پس از حمله روسیه درخواست عضویت فوری در این اتحادیه را ارائه کرد.

### خروج بریتانیا از اتحادیه اروپا
بریتانیا در تاریخ ۳۱ ژانویه ۲۰۲۰ (۱۱ بهمن ماه ۱۳۹۸) رسماً از اتحادیه اروپا خارج شد.
.
بریتانیا طبق معاهده اتحادیه اروپا باید مبلغ ۱۰۰ میلیارد دلار برای خروج بدهد.

### کشورهای اروپایی غیر عضو
| کشورهای اروپایی غیر عضو                |                            |                           |
| بریتانیا (از سال ۱۹۷۳ تا ۲۰۲۰ عضو بود) | ایسلند                     | سان مارینو                |
| لیختن‌اشتاین                            | نروژ                       | بوسنی و هرزگوین           |
| واتیکان                                | موناکو                     | سوئیس                     |
| بلاروس                                 | اوکراین                    | مولداوی                   |
| کوزوو                                  | صربستان                    | مونته‌نگرو                 |
| مقدونیه شمالی                          | آلبانی                     | آندورا                    |
| ارمنستان(کشوری در دو قاره)             | روسیه(کشوری در دو قاره)    | گرجستان(کشوری در دو قاره) |
| جمهوری آذربایجان(کشوری در دو قاره)     | قزاقستان(کشوری در دو قاره) | ترکیه(کشوری در دو قاره)   |

## توسعه‌های آتی و روابط نزدیک
ترکیه رسماً نامزد پیوستن به اتحادیه اروپاست. آرمان‌های اروپا – ترکیه از قرارداد آنکارا در سال ۱۹۶۳ آغاز شد. ترکیه مذاکرات مقدماتی را در ۳ اکتبر ۲۰۰۵ آغاز کرد.
بخشی از مشکل پذیرش ترکیه این است که ۹۷٪ از زمین‌های ترکیه در شبه جزیره آناتولیان در غرب آسیا واقع شده و تنها ۳٪ آن در قاره اروپاست. مقامات ترکیه در رویارویی با این مشکل چنین بیان داشته‌اند که کشورهایی نظیر اوکراین و بلاروس نیز در شرق دور واقع شده‌اند و گرجستان که از لحاظ جغرافیایی بعضاً در اروپاست، حتی نسبت به ترکیه نیز بیشتر به سمت شرق پیشرفته است و دور بخشی از ناحیه شمال شرقی با ترکیه هم‌مرز است؛ بنابراین، می‌توان ادعا نمود که ترکیه هم از طرف شرق و هم از طرف غرب با کشورهای اروپایی هم‌مرز است.
به مقدونیه شمالی نیز نامزدی رسمی برای عضویت داده شده بود (دسامبر ۲۰۰۵)
اعضای اتحادیه تجارت آزاد اروپا – کشورهای نروژ، ایسلند و لیختن اشتاین- اعضای منطقه اقتصادی اروپا نیز هستند که این امکان را به آن‌ها می‌دهد تا از جهات بسیاری در بازار واحد کشور اتحادیه تجارت آزاد اروپا، پس از رفراندومی عضویت در منطقه اقتصادی اروپا را رد کرد و اما از طریق معاهدات دوجانبه متعدد روابط نزدیکی با اتحادیه اروپا برقرا کرده است.

## توسعه اتحادیه اروپا
حامیان اتحادیه اروپا چنین استدلال می‌کنند که رشد اتحادیه اروپا می‌تواند قدرتی برای برقراری صلح و دموکراسی باشد. آن‌ها معتقدند که جنگ‌هایی که در تاریخ اروپا به صورت دوره‌ای تکرار می‌شد و مشخصه اروپا محسوب می‌گردید با تشکیل "جامعه اقتصادی اروپا (که بعداً اتحادیه اروپا نام گرفت) در دهه ۱۹۵۰ متوقف گردید. آن‌ها همچنین بر این باورند که در اوایل دهه ۱۹۷۰، کشورهای یونان، اسپانیا و پرتغال کشورهای دیکتاتوری بودند، اما علاقه جوامع تجاری این سه کشور به عضویت در اتحادیه اروپا انگیزه‌ای قوی برای برقراری دموکراسی در این کشورها شد. دیگران معتقدند که برقراری صلح در اروپا پس از جنگ جهانی دوم بیشتر بنا به دلایل دیگری می‌باشد مانند تعدیل اثرگذاری آمریکا و ناتو، نیاز به نشان دادن عکس العملی یکپارچه به تهدیدات شوروی، نیاز به بازسازی پس از جنگ جهانی دوم، خستگی عموم از جنگ و اینکه کشورهای دیکتاتوری ذکر شده بنا به دلایلی کاملاً متفاوت منحط شدند.
تقریباً در سالهای اخیر، اتحادیه اروپا نفوذ خود را در شرق گسترش داده است. کشورهای چندی را که قبلاً در پس «میله‌های آهنین» بودند به عضویت پذیرفته و در نظر دارد عضویت تعداد دیگری از کشورها را نیز قبول نماید. امید آن می‌رود که عضویت این کشورها، همان‌طورکه در مورد ورود اسپانیا، پرتغال و یونان در دهه ۱۹۸۰ رخ داد، سبب افزایش و تحکیم ثبات سیاسی و اقتصادی شود.
با استمرار توسعه اتحادیه اروپا در شرق، پذیرش کشورهای متقاضی عضویت جنجال برانگیزتر خواهد شد. همان‌طور که قبلاً توضیح داده شد، اتحادیه اروپا مذاکراتش را با رومانی و بلغارستان در خصوص پذیرش تقاضای عضویت به انجام رساند و این دو کشور در سال ۲۰۰۷ به اتحادیه پیوستند. با این حال، رد اساسنامه اتحادیه اروپا از جانب فرانسه و هلند و همچنین رشد اقتصادی ضعیف اتحادیه اروپا، توانایی اتحادیه را برای پذیرش کشورهای جدید و فقیرتر، پس از رومانی و بلغارستان به کشورهای مهم اقتصادی اتحادیه اروپا نظیر انگلستان، آلمان، ایتالیا و فرانسه نیز به این تردید دامن زده است. به تازگی این کشورها توانسته‌اند جریان عمده ورود از کشورهای عضو مانند لهستان و جمهوری چک (به خصوص در انگلستان و آلمان) را کنترل کنند، هرچند که در اکثر موارد ورود به این کشورها اغلب مورد استقبال قرار گرفته است زیرا این مهاجران در بازار کار قدیم به انجام کارهایی با دست‌مزد کم می‌پردازند یا در زمینه‌هایی مانند خدمات ساختمانی یا لوله‌کشی که در سطح ملی با کمبود افراد ماهر مواجه هستند مشغول به کار می‌شوند. با این حال این کشورهای بزرگ اقتصادی از این می‌ترسند که ممکن است نتوانند بیش از این مهاجران اقتصادی را که پیش‌بینی می‌شود تعداد آن‌ها از ۲۰۰۷ تا ۲۰۱۰ به صدها هزار نفر برسد کنترل و اداره نمایند. رومانی و بلغارستان نیز از این می‌ترسند که متضرر "کاهش مغزهای نیروی کار ماهر و متخصص شوند، مشابه آنچه که هم‌اکنون افرادی که از کشورهای عضو در سال ۲۰۰۴ وارد شده‌اند با آن مواجه هستند.

### محل استقرار نهادهای اتحادیه اروپا
به محض اینکه جامعه اقتصادی اروپا (EEC) شکل گرفت درگیریهای سیاسی و حقوقی بر سر اینکه نهادهای این سازمان در کجا مستقر شوند آغاز شد. کشورهای عضو به ویژه از زمانی که مفهوم "حوزه اروپا که از جانب جین منت مطرح شد مورد توجه و حمایت کمی قرار گرفت. در مورد محل استقرار دائم نهادها به توافق نمی‌رسیدند. از سال ۱۹۵۸، کمیسیونهای EEC و آژانس انرژی اتمی اروپا (EAEC) در بروکسل مستقر شدند.
تا زمانی که بالأخره کشورهای عضو در مورد مکانی واحد برای استقرار دائم نهادهای EEC به توافق رسیدند، مقامات اروپایی در بروکسل، لوگزامبورگ و استراسبورگ پراکنده بودند که این امر سبب افزایش هزینه‌ها شده بود. بروکسل به عنوان محل استقرار «کمیسیون واحد» و «شورای وزیران» انتخاب شد. این امر در عمل بدین معنا بود که اکثر مقامات اروپا در این دو مرکز مشغول به کار بودند. لوکزامبورگ درصد جبران خسارات ناشی از از دست دادن قدرت مرکزی و جابه‌جایی "شورای ویژه وزیران جامعه زغال‌سنگ و فولاد اروپا به بروکسل برآمد. با این حال، لوکزامبورگ به محل دائم استقرار بانک سرمایه‌گذاری اروپا (EIB) تبدیل شد و به لوکزامبورگ اطمینان داده شد که برخی از نشستهای شورای وزیران در آوریل، ژوئن و سپتامبر در این شهر برگزار خواهد شد.
دادگاه، اداره مرکزی آمار، اداره انتشارات رسمی اجتماعات اروپا، کمیته مشاوره و خدمات مالی جامعه زغال‌سنگ و فولاد اروپا و دبیرخانه مجمع کنگره در لوکزامبورگ باقی ماندند. در این ضمن فرانسه از دست برداشتن از ادعای خود مبنی بر اینکه استراسبورگ جایگاه مناسبی برای مجمع کنگره است اجتناب می‌کرد. در این زمینه مصالحه‌ای نامناسب و با صرف هزینه بسیار انجام گرفته که به موجب آن قرار شد اعضای کنگره در جلسه‌ای عمومی در استراسبورگ با یکدیگر دیدار داشته باشند اما جلسات و نشستهای کمیته‌های کنگره در بروکسل برگزار شود. قرار شد که جلسات عمومی ای در لوکزامبورگ، که محل استقرار دبیرخانه کنگره اروپا است، نیز برگزار گردد.
اتحادیه اروپا هچ مرکز (پایتخت) رسمی ندارد و نهادها و ارگانهای آن در شهرهای مختلف پراکنده است:
- بروکسل: پایتخت عملی (دفاکتو) اتحادیه اروپا محسوب می‌شود و محل استقرار «کمیسیون اروپا و شورای وزیران است. همچنین محل برگزاری نشستها و جلسات کوچک کمیته‌های کنگره اروپاست؛ و (از سال ۲۰۰۴) شهر میزبان تمامی جلسات» شورای اروپا بوده است.
- استراسبورگ: محل استقرار پارلمان اروپا و نیز محل برگزاری نشستهای عمومی سالانه است که ۱۲ هفته به طول می‌انجامد. این شهر همچنین محل استقرار شورای اروپا و دادگاه حقوق بشر اروپاست، این دو نهاد از اتحادیه اروپا جدا شده‌اند.
- لوکزامبورگ: محل استقرار دادگاه اروپا، دبیرخانه پارلمان اروپا و بانک سرمایه‌گذاری اروپاست.

## چارچوب حقوقی
قانون اتحادیه اروپا متشکل از تعداد زیادی ساختارهای حقوقی و نهادی است که بر یکدیگر همپوشانی دارند. این امر نتیجه این است که معاهده‌های بین‌المللی یکی از دیگری به تعریف این قانون می‌پردازند و هرکدام قوانین قبلی را اصلاح و تکمیل می‌کنند. در سال‌های اخیر، تلاش‌های قابل توجه برای ساده کردن و تحکیم کردن معاهده‌ها انجام گرفته که این تلاش‌ها با نسخه نهایی معاهده‌ای که قانون اساسی اروپا را تدوین می‌کند به اوج خود رسید. در صورتی‌که این معاهده پشتیبانی تصویب شود، جایگزین معاهده‌های قبلی که همپوشانی بسیار دارند و اساسنامه فعلی اتحادیه اروپا را تشکیل می‌دهند خواهد شد.
نخستین معاهده اتحادیه اروپا، معاهده پاریس (۱۹۴۹) بود (که از ۱۹۵۲ قابل اجرا شد) که جامعه زغال‌سنگ و فولاد اروپا میان گروه متشکل از ۶ کشور اروپایی راه‌اندازی کرد. از زمان انقضای این معاهده، فعالیت‌های آن توسط دیگر معاهده‌ها دنبال می‌شود. از سوی دیگر، معاهده دوم در سال ۱۹۵۷ همچنان به قوه خود باقی و قابل اجراست. هرچند که از آن زمان تاکنون توسط معاهده‌هایی چند به ویژه معاهده ماستریخت در سال ۱۹۹۲ - که نخستین بار نام اتحادیه اروپا را برای این سازمان برگزیده – اصلاح شده است. جدیدترین اصلاحاتی که در مورد معاهده دوم صورت گرفته به عنوان بخشی از معاهده پذیرش ۲۰۰۳، معاهده پذیرش ۱۰ کشور جدید به عنوان عضو که از یک می۲۰۰۴ قابل اجرا شد، پذیرفته گشت.
کشورهای عضو اتحادیه اروپا اخیراً در مورد متن معاهده جدیدی که قانون اساسی اروپا را تدوین می‌کند | معاهده قانون اساسی، به توافق رسیده‌اند که اگر کشورهای عضو این معاهده را تصویب کنند، نخستین قانون اساسی رسمی اتحادیه اروپا خواهد بود و جایگزین تمامی معاهده‌های قبلی خواهد شد. هرچند که اکثر کشورها این معاهده را نپذیرفته‌اند، اما فرانسه در یک همه‌پرسی در ۲۹ می۲۰۰۵، با اکثریت ۵۵٪ و نیز هلند در همه‌پرسی یک ژوئن ۲۰۰۵ با اکثریت ۶۲٪ این معاهده را رد کردند.
اگر همه کشورهای عضو به قانون اساسی رأی مثبت ندهند و این قانون تصویب نشود، لازم خواهد بود که مجدداً در مورد آن مذاکراتی صورت گیرد. بسیاری از سیاست‌مداران و مقامات بر این عقیده‌اند که ساختارهای پیش قانون اساسی فعلی در سطح متوسط برای اتحادیه‌ای متشکل از ۲۷ کشور عضو (که این تعداد رو به افزایش است) کارآمد نخواهد بود. سیاست‌مداران ارشد در برخی از کشورهای عضو (علی‌الخصوص فرانسه) پیشنهاد کرده‌اند که اگر تنها تعداد معدودی از کشورها این قانون را تأیید نکنند، سایر کشورها باید بدون آن‌ها (کشورهای مخالف) به کار خود ادامه دهند و احتمالاً «تجمعی نوین و پیشتاز» یا «اتحادیه داخلی از کشورهای عضو متعهدتر» تشکیل دهند.

### نقش جامعه اروپا در داخل اتحادیه

#### مجامع اروپا: جامعه اروپا به علاوه جامعه انرژی اتمی اروپا
عبارت مجامع اروپا جمعاً به دو سازمان اشاره دارد: جامعه اقتصادی اروپا (که هم‌اکنون جامعه اروپا خوانده می‌شود) و جامعه انرژی اتمی اروپا (که یوراتم نیز نامیده می‌شود) و هرکدام متعاقب معاهده جداگانه‌ای در دهه ۱۹۵۰ تشکیل شدند. سازمان سومی با عنوان جامعه زغال‌سنگ و فولاد اروپا نیز قبلاً جزئی از مجامع اروپا به حساب می‌آمد اما از سال ۲۰۰۲ با اتمام (انقضای) معاهده آن، این سازمان نیز از بین رفت. از سال ۱۹۶۷، مجامع اروپا از نهادهای مشترکی به ویژه شورای اروپا، کنگره اروپا، کمیسیون و دادگاه اروپا، برخوردارند. در سال ۱۹۹۲، جامعه اقتصادی اروپا، که در آن زمان هر سه سازمان یادشده بیشترین میزان فعالیت خود را داشتند، به موجب معاهده ماستریخت به "جامعه اروپا تغییر نام داد.

#### اتحادیه اروپا: مجامع اروپا به همراه PJCC, CFSP
مجامع اروپا یکی از سه ستون اتحادیه اروپا محسوب می‌شدند، مهم‌ترین ستون و تنها ستونی که در وهله اول از طریق نهادهای فراملی فعالیت می‌کند. دو ستون دیگر- سیاست مشترک خارجه و امنیت (CFSP) و همکاری مشترک پلیس و قوه قضاییه در امور کیفری (PJCC) – تقسیم‌بندی‌های ضعیفتر میان دولتی هستند. جای تعجب دارد که این دو ستون بسیار مورد توجه جامعه اروپا بوده است.

#### تأثیرهای معاهده قانون اساسی
در صورتی‌که معاهده پیشنهادی جدید که قانون اساسی اروپا را وضع می‌کند تصویب شود، این معاهده به ساختار سه ستونی خاتمه خواهد داد و در نتیجه تمایز میان اتحادیه اروپا و جامعه اروپا از بین می‌رود و تمامی فعالیت‌های جامعه اروپا تحت توجهات اتحادیه اروپا قرار می‌گیرد و شخصیت حقوقی جامعه اروپا به اتحادیه تبدیل می‌شود. با این حال، یک محدودیت وجود دارد: به نظر می‌رسد که یوراتم (جامعه انرژی اتمی اروپا) همچنان به عنوان سازمانی مجزا که به وسیله معاهده‌ای مجزا داده می‌شود باقی خواهد ماند. (و این امر بدین دلیل است که بحث و جدال شدیدی که مسئله انرژی هسته‌ای به راه انداخته و نیز بی‌اهمیتی نسبی یوراتم، سبب شده که مجزا نگه داشتن یوراتم در جریان اصلاح قانون اساسی اتحادیه اروپا به مصلحت تلقی شود).

#### چندملیتی‌گرایی و میان‌دولتی‌گرایی
در اتحادیه اروپا میان چندملیت‌گرایی و میان دولتی گرایی کشمکشی بنیادی وجود دارد. میان دولتی گرای روشی است برای تصمیم‌گیری در سازمان‌های بین‌المللی که در آن قدرت در اختیار کشورهای عضو است و تصمیمات با اتفاق آراء اتخاذ می‌شود. منصوب شدگان مستقل دولت‌ها یا نمایندگان منتخب تنها فعالیت‌های اجرایی و مشاوره‌ای انجام می‌دهند. امروزه بسیاری از سازمان‌های بین‌المللی از روش میان دولتی گرایی استفاده می‌کنند.
چندملیتی‌گرایی یکی از روش‌های تصمیم‌گیری در سازمان‌های بین‌المللی است. در این روش قدرت در اختیار مقامات مستقل منصوب شده یا نمایندگان منتخب پارلمان یا افرادی از کشورهای عضو است. دول کشورهای عضو نیز همچنان قدرت دارند، اما باید قدرت خود را با دیگرانی که نقش ایفا می‌کنند تقسیم نمایند. به علاوه، تصمیم‌گیری‌ها با اکثریت آرا، انجام می‌شود و در نتیجه این امکان وجود دارد که یکی از کشورهای عضو مجبور شود تصمیم اتخاذ شده برخلاف میل خود بپذیرد و اجرا سازد.
برخی در اتحادیه اروپا طرفدار رویکرد میان دولتی گرایی هستند و برخی دیگر طرفدار چندملیتی‌گرایی، حامیان روش چندملیتی‌گرایی چنین استدلال می‌کنند که این روش موجب یکپارچگی می‌شود و این امکان را فراهم می‌آورد تا با سرعتی بالا که در غیر این صورت امکان‌پذیر نبود به پیش رویم. هنگامی که قرار است تصمیم‌گیری توسط دولت‌ها و با اتفاق آراء انجام شود، این کار سال‌ها طول می‌کشد البته اگر در نهایت تصمیمی گرفته شود! طرفداران میان دولتی گرایی بر این عقیده‌اند که چندملیتی تهدیدی است برای حاکمیت ملی و دموکراسی. این افراد مدعی هستند که تنها دول ملی باید از قانونیت دموکراتیک لازم برخوردار باشند. میان دولتی گرایی بیشتر مورد علاقه و توجه ملت‌هایی نظیر انگلستان، دانمارک و سوئد است. درحالی‌که کشورهایی مانند بنلوکس (هلند، بلژیک و لوکزامبورگ)، فرانسه، آلمان و ایتالیا رویکرد چندملیتی‌گرایی را ترجیح می‌دهند.
اتحادیه اروپا تلاش می‌کند بین این دو روش توازن برقرار سازد. با این حال، چنین توازنی پیچیده خواهد بود و ممکن است سبب پیچیده شدن فرایند تصمیم‌گیری شود.
- همکاری، کشورهای عضو که در شورای اتحادیه اروپا با یکدیگر دیدار می‌کنند، توافق نمودند تا سیاست‌های داخلی خود را با یکدیگر هماهنگ سازند و با یکدیگر همکاری داشته باشند.

کشمکش میان صلاحیت اتحادیه اروپا و صلاحیت ملی در جریان رشد و توسعه اتحادیه اروپا همواره باقی خواهد ماند. تمامی اعضای آتی اتحادیه اروپا قوانینی وضع نمایند تا آن‌ها را در راستای چارچوب قانونی اتحادیه قرار دهد.

### بازار واحد
بسیاری از سیاست‌های اتحادیه اروپا به ایجاد و حفظ بازاری واحد و کارآمد مرتبط است. تلاش‌های قابل توجه برای وضع استانداردهای هماهنگ صورت گرفته تا سودهای اقتصادی از طریق ایجاد بازارهای بزرگتر و کارآمد حاصل شود. بازار واحد ابعاد داخلی و خارجی دارد:

#### سیاست‌های داخلی
- تجارت آزاد کالاها و خدمات در میان کشورهای عضو.
- قانون رقابت اتحادیه اروپا که فعالیت‌های ضد رقابتی شرکت‌ها را از طریق قانون ضد اعتماد و کنترل ادغام و فعالیت‌های ضد رقابتی کشورهای عضو را از طریق نظام کمک‌های ایالتی کنترل می‌کند.
- معاهده شنگن حذف نظارت بر مرزهای داخلی و نیز هماهنگ‌سازی نظارت بر مرزهای خارجی را میان کشورهای عضو میسر ساخته است. این معاهده انگلستان و ایرلند را که تنزل داشته‌اند حذف می‌کند اما کشورهای غیر عضو در اتحادیه اروپا مانند ایسلند و نروژ را در بر می‌گیرد. سوئیس نیز در سال ۲۰۰۵ به قرار گرفتن در منطقه شنگن رأی مثبت داد.
- آزادی شهروندان کشورهای عضو برای زندگی و کار همراه با اعضاء خانواده در هر جایی از اتحادیه اروپا، مشروط بر اینکه شاغل یا محصل باشند یا منابع مالی کافی در اختیار داشته باشند. البته در عمل حتی اگر هیچ‌کدام از این موارد صادق نباشد باز هم می‌توانند به زندگی در کشور میزبان ادامه دهند تا زمانیکه هزینه‌های غیرموجه به کشور میزبان تحمیل نکنند. (این مسئله در مورد کشورهای منطقه اقتصادی اروپا و سوئیس نیز صادق است). این امر نابسامانی شدیدی را به دنبال داشته، زیرا مزایای رفاه اجتماعی مربوط به خانواده را کشور عضو می‌تواند در محل استخدام شهروند اتحادیه اروپا پرداخت نماید، حتی زمانی که خانواده کارمند مورد نظر در جای دیگری از اتحادیه ساکن باشند.
- جابه‌جایی آزادانه سرمایه میان کشورهای عضو (و دیگر کشورهای منطقه اقتصادی اروپا).

هماهنگ‌سازی مقررات دولتی، قانون شرکت‌ها و ثبت مارک‌های تجاری.
- منطقه یورو، منطقه‌ای که در آن تنها واحد پولی رایج یورو است (که انگلستان و دانمارک از جمله کشورهایی هستند که به نرخ برابری ارز نپیوسته و بدین ترتیب داوطلبانه خود را از اتحادیه پولی خارج ساخته‌اند)
- هماهنگی وسیع سیاست‌های محیط زیست در سرتاسر اتحادیه.
- سیستم عمومی مالیات غیر مستقیم، مالیات بر ارزش افزوده و نیز عوارض گمرکی و مالیات غیر مستقیم مشترک بر محصولات.
- تأمین اعتبار برای رشد و توسعه مناطق محروم. اعتبارات ساختاری و انسجامی و نیز کمک‌های مالی اضطراری، اعتبار برای و حسرت و انسجام.

### سیاست‌های خارجی و ارتش
- تعرفه گمرکی خارجی مشترک و موقعیتی مشترک در مذاکرات بین‌المللی تجارت.
- تأمین اعتبار برای برنامه‌های کشورهای داوطلب و سایر کشورهای اروپایی و نیز کمک به بسیاری از کشورهای در حال توسعه از طریق برنامه‌هایی مانند ISPA,TACIS,Phare.[۳۳]
- ایجاد جامعه انرژی تک بازاری از طریق معاهده جامعه انرژی جنوب – شرق اروپا.
- ایجاد منطقه مشترک هواپیمایی اروپا / منطقه هواپیمایی با بازار واحد.
- تأسیس مؤسسه دفاع اروپا.
- ایجاد نیروی ضربت اروپا.

### همکاری و هماهنگی در سایر مناطق
- آزادی شهروندان اتحادیه اروپا در رأی دادن در انتخابات دولتهای محلی و پارلمان اروپا در کشور محل زندگی (حتی اگر تبعه آن کشور نباشند).
- همکاری در مسائل کیفری (شامل در اختیار قرار دادن اطلاعات جاسوسی از طریق EURUPOL و سیستم اطلاعاتی شنگن، توافق در مورد تخلفات کیفری و آیین دادرسی سریع.
- سیاست خارجی و امنیتی مشترک به عنوان هدف آتی، البته تحقق این امر زمان

می‌برد. اختلافات میان کشورهای عضو و کشورهایی که در آن زمان هنوز عضو نبودند در مرحله آماده‌سازی برای حمله به عراق در سال ۲۰۰۳ آشکار ساخت که تحقق این امر به زمان زیادی نیاز دارد.
- سیاست دفاع و امنیت اروپا ابلیس امنیتی مشترک، شامل راه‌اندازی نیروی ضربتی اروپا متشکل از ۶۰ هزار نیرو برای حفظ صلح، استخدام کارکنان نظامی / ارتشی و نیز مرکز اتحادی (ماهواره‌ای) اتحادیه اروپا (برای اهداف جاسوسی).
- سیاست مشترک در مورد پناهندگی و مهاجرت.
- تأمین اعتبار هزینه‌های تحقیقات و رشد و توسعه فناوری، از طریق برنامه ۴ ساله توسعه تحقیقات و فناوری.

## پیمان شنگن (شینگن)
پیمان شنگن موافقت نامه‌ای است که به برداشته شدن مرز بین چندین کشور اروپایی انجامید و امکان مسافرت بدون روادید بین این کشورها را فراهم کرد. این پیمان در سال ۱۹۸۵ بین پنج کشور اروپای غربی به امضا رسید، و کشورهای دیگر به تدریج به این پیمان ملحق شدند. در حال حاضر پیمان شنگن شامل ۲۹ کشور اروپایی است.
| پرچم        | کشور         | وسعت (km²) | جمعیت      | تصمیم به الحاق | تاریخ اجرا      |
| ----------- | ------------ | ---------- | ---------- | -------------- | --------------- |
| اتریش       | اتریش        | ۸۳٬۸۷۱     | ۸٬۴۱۴٬۶۳۸  | ۲۸ آوریل ۱۹۹۵  | ۱ دسامبر ۱۹۹۷   |
| بلژیک       | بلژیک        | ۳۰٬۵۲۸     | ۱۱٬۰۰۷٬۰۲۰ | ۱۴ ژوئن ۱۹۸۵   | ۲۶ مارس ۱۹۹۵    |
| بلغارستان   | بلغارستان    | ۱۰۰٬۹۹۴    | ۶٬۸۸۵٬۸۶۸  | ۲۵ آوریل ۲۰۰۵  | ۳۱ مارس ۲۰۲۴    |
| کرواسی      | کرواسی       | ۵۶٬۵۹۴     | ۴٬۰۶۰٬۱۳۵  | ۹ دسامبر ۲۰۱۱  | ۱ ژانویه ۲۰۲۳   |
| جمهوری چک   | جمهوری چک    | ۷۸٬۸۶۶     | ۱۰٬۵۳۵٬۸۱۱ | ۱ مه ۲۰۰۴      | ۲۱ دسامبر ۲۰۰۷  |
| دانمارک     | دانمارک      | ۴۳٬۰۹۴     | ۵٬۵۶۴٬۲۱۹  | ۱۹ دسامبر ۱۹۹۶ | ۲۵ مارس ۲۰۰۱    |
| استونی      | استونی       | ۴۵٬۲۲۶     | ۱٬۳۴۰٬۱۹۴  | ۱ مه ۲۰۰۴      | ۲۱ دسامبر ۲۰۰۷  |
| فنلاند      | فنلاند       | ۳۳۸٬۱۴۵    | ۵٬۳۹۱٬۷۰۰  | ۱۹ دسامبر ۱۹۹۶ | ۲۵ مارس ۲۰۰۱    |
| فرانسه      | فرانسه       | ۶۷۴٬۸۴۳    | ۶۵٬۸۲۱٬۸۸۵ | ۱۴ ژوئن ۱۹۸۵   | ۲۶ مارس ۱۹۹۵    |
| آلمان       | آلمان        | ۳۵۷٬۰۵۰    | ۸۱٬۷۹۹٬۶۰۰ | ۱۴ ژوئن ۱۹۸۵   | ۲۶ مارس ۱۹۹۵    |
| یونان       | یونان        | ۱۳۱٬۹۹۰    | ۱۰٬۷۸۷٬۶۹۰ | ۶ نوامبر ۱۹۹۲  | ۲۶ مارس ۲۰۰۰    |
| مجارستان    | مجارستان     | ۹۳٬۰۳۰     | ۹٬۹۷۹٬۰۰۰  | ۱ مه ۲۰۰۴      | ۲۱ دسامبر ۲۰۰۷  |
| ایسلند      | ایسلند       | ۱۰۳٬۰۰۰    | ۳۱۸٬۴۵۲    | ۱۹ دسامبر ۱۹۹۶ | ۲۵ مارس ۲۰۰۱    |
| ایتالیا     | ایتالیا      | ۳۰۱٬۳۱۸    | ۶۰٬۶۸۱٬۵۱۴ | ۲۷ نوامبر ۱۹۹۰ | ۲۶ اکتبر ۱۹۹۷   |
| لتونی       | لاتویا       | ۶۴٬۵۸۹     | ۲٬۲۴۵٬۳۵۷  | ۱ مه ۲۰۰۴      | ۲۱ دسامبر ۲۰۰۷  |
| لیختن‌اشتاین | لیختن اشتاین | ۱۶۰        | ۳۶٬۰۱۰     | ۲۸ فوریه ۲۰۰۸  | ۱۹ دسامبر ۲۰۱۱  |
| لیتوانی     | لیتوانی      | ۶۵٬۳۰۳     | ۳٬۲۰۷٬۰۶۰  | ۱ مه ۲۰۰۴      | ۲۱ دسامبر ۲۰۰۷  |
| لوکزامبورگ  | لوگزامبورگ   | ۲٬۵۸۶      | ۵۱۱٬۸۴۰    | ۱۴ ژوئن ۱۹۸۵   | ۲۶ مارس ۱۹۹۵    |
| مالت        | مالت         | ۳۱۶        | ۴۱۷٬۶۰۸    | ۱ مه ۲۰۰۴      | ۲۱ دسامبر ۲۰۰۷b |
| هلند        | هلند         | ۴۱٬۵۲۶     | ۱۶٬۷۰۳٬۷۰۰ | ۱۴ ژوئن ۱۹۸۵   | ۲۶ مارس ۱۹۹۵    |
| نروژ        | نروژ         | ۳۸۵٬۱۵۵    | ۴٬۹۹۳٬۳۰۰  | ۱۹ دسامبر ۱۹۹۶ | ۲۵ مارس ۲۰۰۱    |
| لهستان      | لهستان       | ۳۱۲٬۶۸۳    | ۳۸٬۱۸۶٬۸۶۰ | ۱ مه ۲۰۰۴      | ۲۱ دسامبر ۲۰۰۷  |
| پرتغال      | پرتغال       | ۹۲٬۳۹۱     | ۱۰٬۶۴۷٬۷۶۳ | ۲۵ ژوئن ۱۹۹۲   | ۲۶ مارس ۱۹۹۵    |
| رومانی      | رومانی       | ۲۳۸٬۳۹۱    | ۱۹٬۳۲۸٬۵۶۰ | ۲۵ آوریل ۲۰۰۵  | ۳۱ مارس ۲۰۲۴    |
| اسلواکی     | اسلوواکی     | ۴۹٬۰۳۷     | ۵٬۴۴۰٬۰۷۸  | ۱ مه ۲۰۰۴      | ۲۱ دسامبر ۲۰۰۷  |
| اسلوونی     | اسلوونی      | ۲۰٬۲۷۳     | ۲٬۰۴۸٬۹۵۱  | ۱ مه ۲۰۰۴      | ۲۱ دسامبر ۲۰۰۷  |
| اسپانیا     | اسپانیا      | ۵۰۶٬۰۳۰    | ۴۶٬۰۳۰٬۱۰۹ | ۲۵ ژوئن ۱۹۹۲   | ۲۶ مارس ۱۹۹۵    |
| سوئد        | سوئد         | ۴۴۹٬۹۶۴    | ۹٬۴۱۵٬۵۷۰  | ۱۹ دسامبر ۱۹۹۶ | ۲۵ مارس ۲۰۰۱    |
| سوئیس       | سوئیس        | ۴۱٬۲۸۵     | ۷٬۸۶۶٬۵۰۰  | ۲۶ اکتبر ۲۰۰۴  | ۱۲ دسامبر ۲۰۰۸  |

## اقتصاد
اگر اتحادیه اروپا را سازمانی واحد تصور کنیم، این اتحادیه با فهرستی از کشورهایی که در سال ۲۰۰۵، ۱۲۴۲۷۴۱۳ میلیون دلار آمریکا تولید ناخالص داخلی داشته‌اند و از تعادل «موازنه قدرت خرید» استفاده می‌کنند، بزرگ‌ترین اقتصاد جهان را داراست. از آنجا که تعداد کشورهایی که به اتحادیه سیاسی می‌پیوندند رو به افزایش است و نیز با توجه به اینکه کشورهای جدید معمولاً از حد متوسط اتحادیه اروپا پایین‌تر هستند (فقیرترند) و این ظرفیت را دارند که با سرعت بیشتری رشد کنند، انتظار می‌رود که اقتصاد اتحادیه اروپا ظرف دهه آینده افزایش چشمگیر داشته باشد. شورای اروپا برآوردهای انجام شده در ۱۷ دسامبر ۲۰۰۵ را منتشر ساخت که نشان داد اقتصاد اتحادیه اروپا تقریباً ۵٪/۱ در سال ۲۰۰۵ و ۳٪/۲ در سال ۲۰۰۶ افزایش داشته که از رشد پیش‌بینی شده بیشتر بوده است. گزارش کامل کمیسیون اروپا در ۸ می۲۰۰۶.
اتحادیه اروپا، بزرگ‌ترین شریک تجاری ترکیه، چین، انگلستان، ایالات متحده و … است.

## سیاست مشترک کشاورزی
سیاست مشترک کشاورزی (CAP) سیستم یارانه‌ای است که به کشاورزان اتحادیه اروپا پرداخت می‌شود. هدف اصلی از این سیاست این است که تولید حداقل میزان محصول تضمین شود تا مردم اروپا همواره غذای کافی برای خوردن داشته باشند و همچنین برای تضمین استاندارد زندگی عادلانه برای کسانی که زندگیشان به کشاورزی وابسته است. این سیاست را به اتهام اینکه ده‌ها سال است تجارت محصولات کشاورزی را مختل کرده مورد انتقاد قرار می‌دهند. درحالی‌که اتحادیه اروپا به کشاورزانش تضمین می‌دهد که محصولات شان به قیمتی چندین برابر قیمت بازار جهانی فروش رود، تولیدکنندگان جهان سوم بی‌صبرانه تلاش می‌کنند تا با این بازار ناعادلانه به رقابت بپردازند. این یارانه‌ها که از مالیات دهندگان اتحادیه اروپا به دست می‌آید، از طرفی استاندارد زندگی کشاورزان را در کشورهای اتحادیه اروپا تضمین می‌کند و از سوی دیگر تهدیدی است برای کار در جهان سوم که احتمالاً به افزایش فقر و سوء تغذیه نیز منجر می‌شود.
این سیاست حدود ۳۰ میلیارد پوند در سال (معادل نیمی از ۶۰ میلیارد پوند بودجه سالانه اتحادیه اروپا) هزینه خواهد داشت. مثال‌هایی از تلاش‌های مشترک برای متناسب ساختن مسائل مالی عبارت است از افزودن ۹ پوند به هزینه غذای هفتگی خانوار ۴ نفره و نیز اینکه درآمد سالانه لبنیات‌سازی اتحادیه اروپا از نیمی از جمعیت انسانی جهان پیشی گرفته است. مشکل دیگر این است که یارانه سبب تولید بیش از نیاز می‌شود. سیاست مشترک کشاورزی (CAP) را همچنین به دلیل ترغیب به زراعت گسترده که مخرب محیط زیست خواهد بود مورد انتقاد قرار داده‌اند. منتقدان می‌گویند CAP بسیار نامتوازن شده است به‌طوری‌که ۷۰٪ از اعتبارات آن صرف ۲۰٪ از زمین‌های کشاورزی اروپا می‌شود (عمدتاً بزرگ‌ترین زمینها) و حدود سه چهارم کشاورزان اتحادیه اروپا با کمتر از ۵۰۰۰ پوند در سال سر می‌کنند. زمین‌های کوچکتر حدود ۴۰٪ از زمین‌های اتحادیه اروپا را تشکیل می‌دهند، اما تنها ۸٪ یارانه از بروکسل دریافت می‌کنند. برای مثال، بر طبق ارقام دولت انگلستان، ۵ عدد از زمین‌های انگلستان سالانه بیش از یک میلیون پوند یارانه می‌گیرند.
از سال ۲۰۰۳، در بخش‌های مختلف، یکی پس از دیگری اصلاحات بنیادین صورت گرفته است. به جای اینکه به کشاورزان برای تولید پول بدهند (و بدین ترتیب به آن‌ها انگیزه دهند تا محصول مازاد برنیاز تولید کنند و در بازار جهانی به فروش برسانند)، به آن‌ها برای خود خدماتی مانند حفظ و توسعه روستایی اعتبار می‌دهند. هرچند که میزان کل حمایت مالی کاهش پیدا نکرده، اما تغییر در نوع یارانه تأثیر منفی بر روی تولیدکنندگان محصولات کشاورزی در کشورهای غیر عضو در اتحادیه اروپا را به میزان قابل توجه کاهش داده است.
فرانسه گروه ضد اصلاحی متشکل از اسپانیا، جمهوری ایرلند و احتمالاً آلمان تشکیل داده است، درحالی‌که سوئد و هلند خواهان تغییر هستند. یورو واحد پول اتحادیه اروپا است.

## گوناگونی زیستی
اتحادیه اروپا مأموریت ایجاد طرح عملیاتی گوناگونی زیستی را (با توجه به دیگر کشورهای پیشرفته) و به موجب قرار ریو در سال ۱۹۹۲ به شیوه‌های مختلف تفسیر کرده است. اتحادیه به جای اینکه فهرستی مشروح از بیوتا، و تحلیل تهدید ناشی از آن و طرح‌های عملیاتی برای گونه‌های زیستی، در متن سیاست‌های رشد اقتصادی مربوط به ماهیگیری، کشاورزی و غیره، به حفاظت از منابع زیستی اشاره کرده است.
هرچند که تعدادی از کشورهای در حال توسعه نیز از همین استراتژی استفاده کرده‌اند، اما اتحادیه اروپا به استانداردهایی که دیگر کشورهای پیشرفته مانند انگلستان، کانادا و استرالیا در خصوص شناسایی گونه‌ها، تحلیل راه‌های انقراض گونه‌ها و توسعه طرح‌های بازیابی بسیار ویژه وضع نموده‌اند توجه نکرده است. با این حال تعدادی از کشورهای عضو اتحادیه اروپا (مانند سوئد) اسنادی را مطابق با متن قرار داد ریو و با شرح جزئیات تنظیم کرده‌اند به گونه‌ای که با استانداردهای دیگر کشورهای پیشرفته مطابقت داشته باشد.

## موانع زبانی
یکی از انتقادات عمده‌ای که به اتحادیه اروپا وارد است این است که در این اتحادیه برای ۲۷ کشور عضو، ۲۴ زبان رسمی وجود دارد. (هرچند که در کمیسیون اروپا تنها سه زبان کاربرد دارد) این امر باعث شده که به‌طور بالقوه به ۳۸۰ مترجم برای ترجمه تمامی بیانات به تمامی زبان‌های اتحادیه اروپا نیاز باشد.
پارلمان اروپا بیش از ۴۰۰۰ مترجم در استخدام دارد که این امر سالانه تقریباً یک میلیارد یورو هزینه دربردارد و معمولاً یک هفته طول می‌کشد تا ترجمه‌ها به زبان تمامی کشورهای عضو انجام شود. یکی از مشکلات این است که گاه اوقات (به دلیل اینکه برای برخی از زبان‌ها مترجمی وجود ندارد) لازم است ترجمه از طریق یک زبان میانجی صورت گیرد، که معمولاً سبب از بین رفتن برخی اطلاعات، از بین رفتن وضوح و حتی بدتر از آن، اشتباه و ترجمه می‌شود.
پیشنهاد شده است که به ویژه از سوی مأمور سابق انگلستان در اتحادیه اروپا با قرار دادن زبان انگلیسی به عنوان زبان رسمی اتحادیه اروپا می‌توان این هزینه‌ها را حذف کرد.
برخی نیز پیشنهاد کرده‌اند که از اسپرانتو به عنوان زبان دوم در اتحادیه اروپا استفاده شود.
از سوی دیگر، بحث دموکراتیکی وجود دارد مبنی بر اینکه تمامی قوانین و در حقیقت تمامی قوانین پیشنهادی باید به زبان ملی اعضای اتحادیه اروپا در اختیار آن‌ها قرار گیرد. اتحادیه اروپا قوانین بسیاری را تصویب می‌کند که در مورد همه کشورهای عضو قابل اجرا است: اگر افراد عادی نتوانند به این اسناد به زبان خودشان دسترسی داشته باشند مناظره و پاسخگویی به شدت مختل خواهد شد و حتی بدتر از آن اینکه با این کار به برخی از کشورها بهای بیشتری داده خواهد شد.